# 天川 (土浦市)
天川（あまかわ）は、茨城県土浦市の町名。現行行政地名は天川一丁目及び天川二丁目。郵便番号は300-0818。

## 地理
茨城県土浦市南部、つくば市との境界付近に位置する。北は上高津・上高津新町、南は永国台、東は永国・中高津、西はつくば市下広岡に隣接する。主に住宅地として利用される。

## 歴史

### 町名の変遷
| 実施後     | 実施年月日   |
| ---------- | ------------ |
| 天川一丁目 | 1977年5月1日 |
| 天川二丁目 | 1977年5月1日 |

## 世帯数と人口
2017年（平成29年）8月1日現在の世帯数と人口は以下の通りである。
| 丁目       | 世帯数  | 人口    |
| ---------- | ------- | ------- |
| 天川一丁目 | 302世帯 | 748人   |
| 天川二丁目 | 566世帯 | 1,414人 |
| 計         | 868世帯 | 2,162人 |

## 小・中学校の学区
市立小・中学校に通う場合、学区は以下の通りとなる。
| 丁目   | 番地 | 小学校               | 中学校                 |
| ------ | ---- | -------------------- | ---------------------- |
| 一丁目 | 全域 | 土浦市立下高津小学校 | 土浦市立土浦第四中学校 |
| 二丁目 | 全域 | 土浦市立下高津小学校 | 土浦市立土浦第四中学校 |

## 交通

### バス
| 系統 | 主要経由地                               | 行先           | 運行会社 |
| ---- | ---------------------------------------- | -------------- | -------- |
|      | 天川東口・天川公園前・天川団地・天川西口 | 桜ニュータウン | ■関鉄    |

## 施設
- 天川町公民児童館
- 土浦天川郵便局
- 土浦市立天川保育所
- 私立天川幼稚園
- 天川中央公園
- 北公園
- 南公園
- 天川第1公園
- 天川第2公園
- 天川第3公園
- 天川第4公園
- 天川第5公園
- 天川第6公園